# Diveevo
Diveevo (in russo Дивеево?) è un villaggio della Russia europea centro-orientale, capoluogo del rajon Diveevskij, nell'oblast' di Nižnij Novgorod. È una località nota soprattutto per la presenza del grande monastero femminile 
Serafimo-Diveevskij. Si trova a 180 chilometri di distanza da Nižnij Novgorod ed a 65 da Arzamas.

## Storia
Il villaggio vide la luce nel 1559. La teoria più comune circa l'origine del suo nome è legata ad una famiglia tartara.
Sul finire del XVIII secolo, l'ex proprietaria terriera Agaf'a Mel'gunova, divenuta suora con il nome di Alessandra, fondò una comunità monastica, destinata ad acquisire notevole importanza nella storia dell'ortodossia russa. Secondo la tradizione, questo luogo è considerato "dote della Vergine", insieme all'Iberia (l'attuale Georgia), al Monte Athos e al Kyevo Pečers'ka Lavra.
La località è attualmente un'importante meta di pellegrinaggio per molti fedeli ortodossi. Anche per questa ragione, nei pressi del monastero, sorgono pensioni ed alberghi. L'eparchia di Nižnij Novgorod e Arzamas e le amministrazioni dei diversi livelli organizzano viaggi per i disabili, i veterani e i pensionati.
Nel territorio del villaggio si trovano 4 sorgenti, considerate sacre e miracolose.

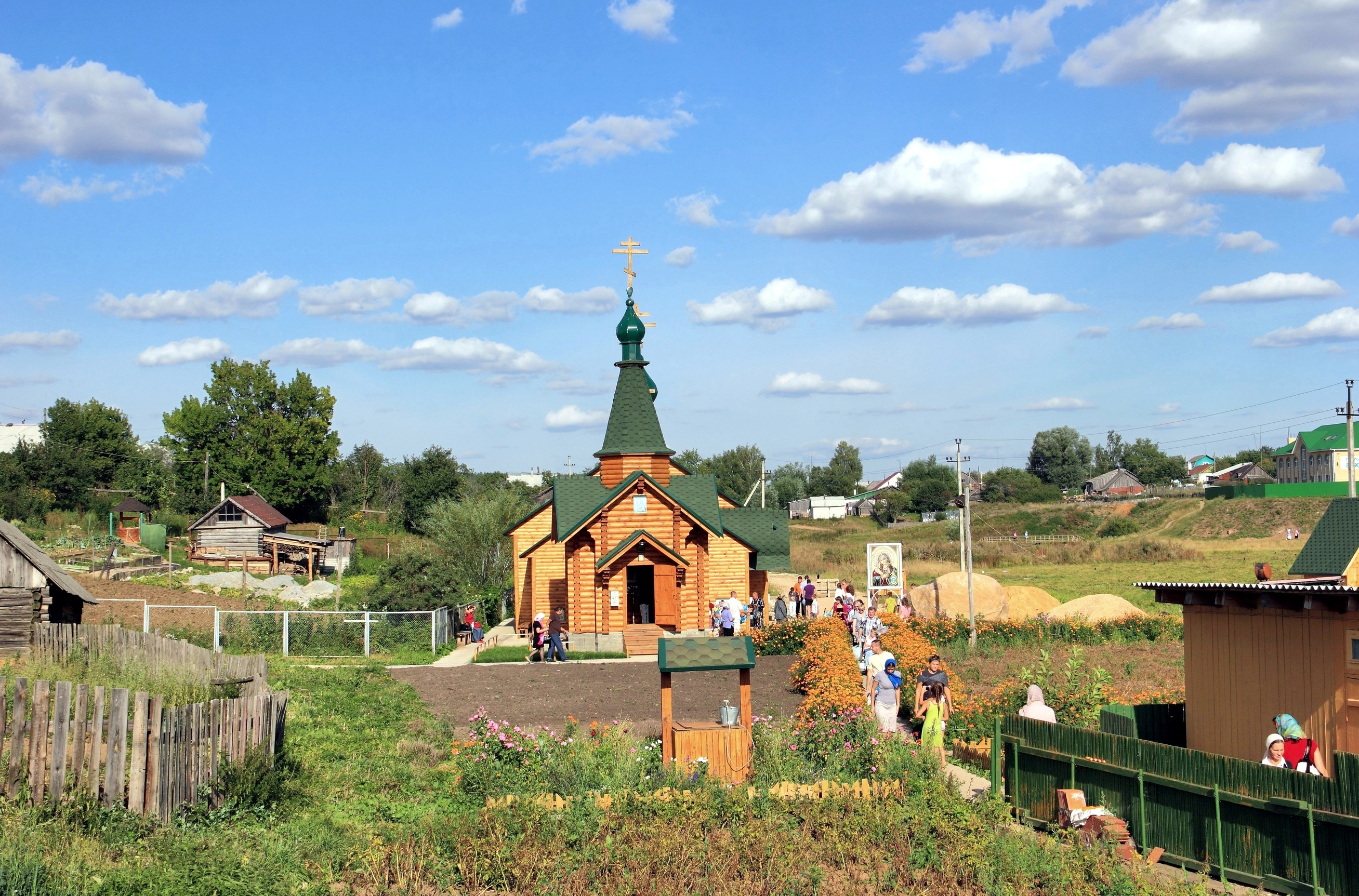
Piccolo tempio dedicato alla Madonna Eleusa